# Ferran Blanch i Arché
Ferran Blanch i Arché (Nando) (Tortellà, Garrotxa, 13 de juny del 1904 - Barcelona, Barcelonès, 14 d'abril del 1967) va ser un compositor de sardanes i intèrpret de tible.